# Live Oak (comté de Santa Cruz, Californie)
Pour les articles homonymes, voir Live Oak.
Live Oak est une census-designated place du comté de Santa Cruz, dans l'État de Californie, aux États-Unis,. En 2020, elle compte une population de 17 038 habitants.